# Santo Antônio do Rio Abaixo
Santo Antônio do Rio Abaixo is een gemeente in de Braziliaanse deelstaat Minas Gerais. De gemeente telt 4.394 inwoners (schatting 2009).

## Aangrenzende gemeenten
De gemeente grenst aan Conceição do Mato Dentro, Morro do Pilar en São Sebastião do Rio Preto.